# 義嘉
義嘉（466年正月—八月）是南朝宋時期晉安王劉子勛的年号，共計數個月。

## 紀年對照表
| 義嘉 | 元年  |
| ---- | ----- |
| 公元 | 466年 |
| 干支 | 丙午  |

## 同期存在的其他政權年號
- 中國
  - 泰始（465年－471年）：南朝宋—宋明帝劉彧之年號
  - 天安（466年－467年）：北魏—魏献文帝拓跋弘之年號

## 參看
- 中國年號索引[[[Wikipedia:格式手册/链接#章節|錨點失效]]]

## 深入閱讀
- 李崇智. . 北京: 中華書局. 2004年12月. ISBN 7101025129.